# Jamie Loeb
Jamie Loeb (* 8. März 1995 in Bronxville, New York) ist eine US-amerikanische Tennisspielerin.

## Karriere
Jamie Loeb spielt überwiegend bei ITF-Turnieren; auf der ITF Women’s World Tennis Tour gewann sie bislang 11 Einzel- und 18 Doppeltitel.
2013 erhielt sie eine Wildcard für die Qualifikation der US Open und erreichte dort die zweite Runde. 2014 erreichte sie das Viertelfinale bei den US-amerikanischen College-Meisterschaften. Anschließend gewann sie die Erstauflage der American Collegiate Invitational 2014, ein Einladungsturnier, das während der zweiwöchigen US Open ausgetragen wurde. 2015 gewann sie das $25.000-Turnier in El Paso und die College-Meisterschaften, wofür sie eine Wildcard für das Hauptfeld der US Open erhielt. Sie traf dort auf die an Nummer vier gesetzte ehemalige Weltranglistenerste Caroline Wozniacki, der sie mit 2:6 und 0:6 deutlich unterlag.

## Turniersiege

### Einzel
| Nr. | Datum              | Turnier         | Kategorie   | Belag     | Finalgegnerin        | Ergebnis       |
| --- | ------------------ | --------------- | ----------- | --------- | -------------------- | -------------- |
| 1.  | 1. Juli 2012       | Buffalo         | ITF $10.000 | Sand      | Tornado Alicia Black | 7:65, 6:2      |
| 2.  | 30. September 2012 | Amelia Island   | ITF $10.000 | Sand      | Mari Osaka           | 6:3, 7:5       |
| 3.  | 26. Mai 2013       | Sumter          | ITF $10.000 | Hartplatz | Brooke Austin        | 6:4, 6:3       |
| 4.  | 5. Juli 2015       | El Paso         | ITF $25.000 | Hartplatz | Jennifer Brady       | 6:77, 6:4, 6:2 |
| 5.  | 21. Februar 2016   | Surprise        | ITF $25.000 | Hartplatz | Catherine Bellis     | 3:6, 6:1, 6:3  |
| 6.  | 3. Juli 2016       | El Paso         | ITF $25.000 | Hartplatz | Caitlin Whoriskey    | 7:5, 6:3       |
| 7.  | 12. Februar 2017   | Launceston      | ITF $60.000 | Hartplatz | Tamara Zidanšek      | 7:64, 6:3      |
| 8.  | 27. Oktober 2019   | Dallas          | ITF W25     | Hartplatz | Anhelina Kalinina    | 6:0, 6:73, 6:0 |
| 9.  | 24. Juli 2022      | Figueira da Foz | ITF W25+H   | Hartplatz | Kimberly Birrell     | 7:5, 6:4       |
| 10. | 8. Januar 2023     | Malibu          | ITF W25     | Hartplatz | Renata Zarazúa       | 6:4, 6:1       |
| 11. | 24. Februar 2024   | Mexiko-Stadt    | ITF W50     | Hartplatz | Dalayna Hewitt       | 6:2, 6:2       |

### Doppel
| Nr. | Datum            | Turnier             | Kategorie     | Belag             | Partnerin          | Finalgegnerinnen                        | Ergebnis          |
| --- | ---------------- | ------------------- | ------------- | ----------------- | ------------------ | --------------------------------------- | ----------------- |
| 1.  | 1. Juli 2012     | Buffalo             | ITF $10.000   | Sand              | Nika Kuchartschuk  | Fatma Al Nabhani Jacqueline Cako        | 1:6, 6:3, [10:8]  |
| 2.  | 8. Juni 2014     | El Paso             | ITF $25.000   | Hartplatz         | Ashley Weinhold    | Hsu Chieh-yu Danielle Lao               | 4:6, 6:4, [15:13] |
| 3.  | 10. August 2014  | Landisville         | ITF $25.000   | Hartplatz         | Sanaz Marand       | Lena Litvak Alexandra Mueller           | 7:65, 6:1         |
| 4.  | 19. Oktober 2014 | Florence            | ITF $25.000   | Hartplatz         | Sanaz Marand       | Danielle Lao Keri Wong                  | 6:3, 7:65         |
| 5.  | 18. Juli 2015    | Stockton            | ITF $50.000   | Hartplatz         | Sanaz Marand       | Kaitlyn Christian Danielle Lao          | 6:3, 6:4          |
| 6.  | 6. August 2016   | Granby              | ITF $50.000   | Hartplatz         | An-Sophie Mestach  | Julia Glushko Wolha Hawarzowa           | 6:4, 6:4          |
| 7.  | 18. Mai 2018     | La Bisbal d’Empordà | ITF $25.000+H | Sand              | Ana Sofía Sánchez  | Yvonne Cavalle-Reimers Chiara Scholl    | 6:3, 6:2          |
| 8.  | 13. Juli 2019    | Honolulu            | ITF W60       | Hartplatz         | Hayley Carter      | Usue Maitane Arconada Caroline Dolehide | 6:4, 6:4          |
| 9.  | 4. Oktober 2020  | Porto               | ITF W25       | Hartplatz         | Ana Sofía Sánchez  | Jana Fett Erin Routliffe                | 2:6, 6:3, [10:8]  |
| 10. | 1. Oktober 2022  | Austin              | ITF W25       | Hartplatz         | Elysia Bolton      | Martyna Kubka Ashley Lahey              | 6:3, 6:3          |
| 11. | 16. April 2023   | Boca Raton          | ITF W25       | Sand              | Makenna Jones      | Sofia Sewing Fanny Stollár              | 5:7, 6:3, [10:8]  |
| 12. | 7. Mai 2023      | Bonita Springs      | ITF W100      | Sand              | Makenna Jones      | Ashlyn Krueger Robin Montgomery         | 5:7, 6:4, [10:2]  |
| 13. | 20. Mai 2023     | Pelham              | ITF W60       | Sand              | Makenna Jones      | Robin Anderson Elysia Bolton            | 6:4, 7:5          |
| 14. | 16. Juni 2023    | Madrid              | ITF W60       | Hartplatz         | Makenna Jones      | Destanee Aiava Berfu Cengiz             | 6:4, 5:7, [10:6]  |
| 15. | 24. Juni 2023    | Tauste              | ITF W25       | Hartplatz         | Makenna Jones      | Gao Xinyu Jekaterina Owtscharenko       | 6:2, 5:7, [10:6]  |
| 16. | 27. Januar 2024  | Buenos Aires        | ITF W35       | Sand              | Ana Sofía Sánchez  | Romina Ccuno Darja Lodikowa             | 7:5, 7:62         |
| 17. | 3. Februar 2024  | Rome                | ITF W75       | Hartplatz (Halle) | Angela Kulikov     | Hailey Baptiste Whitney Osuigwe         | kampflos          |
| 18. | 2. November 2024 | Toronto             | ITF W75       | Hartplatz (i)     | Justina Mikulskytė | Julie Belgraver Jasmijn Gimbrère        | 6:2, 6:1          |

## Abschneiden bei Grand-Slam-Turnieren

### Einzel
| Turnier         | 2013 | 2014 | 2015 | 2016 | 2017 | 2018 | 2019 | 2020 | 2021 | 2022 | Karriere |
| --------------- | ---- | ---- | ---- | ---- | ---- | ---- | ---- | ---- | ---- | ---- | -------- |
| Australian Open | —    | —    | —    | —    | Q2   | Q1   | Q3   | —    | —    | Q1   | —        |
| French Open     | —    | —    | —    | —    | Q1   | Q2   | —    | —    | —    | Q1   | —        |
| Wimbledon       | —    | —    | —    | —    | Q2   | Q3   | Q1   |      | Q1   | Q2   | —        |
| US Open         | Q2   | —    | 1    | Q1   | Q3   | Q3   | Q1   | —    | 1    | —    | 1        |

Zeichenerklärung: S = Turniersieg; F, HF, VF, AF = Einzug ins Finale / Halbfinale / Viertelfinale / Achtelfinale; 1, 2, 3 = Ausscheiden in der 1. / 2. / 3. Hauptrunde; Q1, Q2, Q3 = Ausscheiden in der 1. / 2. / 3. Qualifikationsrunde; nicht ausgetragen